# Bactrocera duplicata
Bactrocera duplicata
 es una especie de díptero que Mario Bezzi describió por primera vez en 1916. Bactrocera duplicata pertenece al género Bactrocera de la familia Tephritidae. 